# الهجمات على الجزر البريطانية

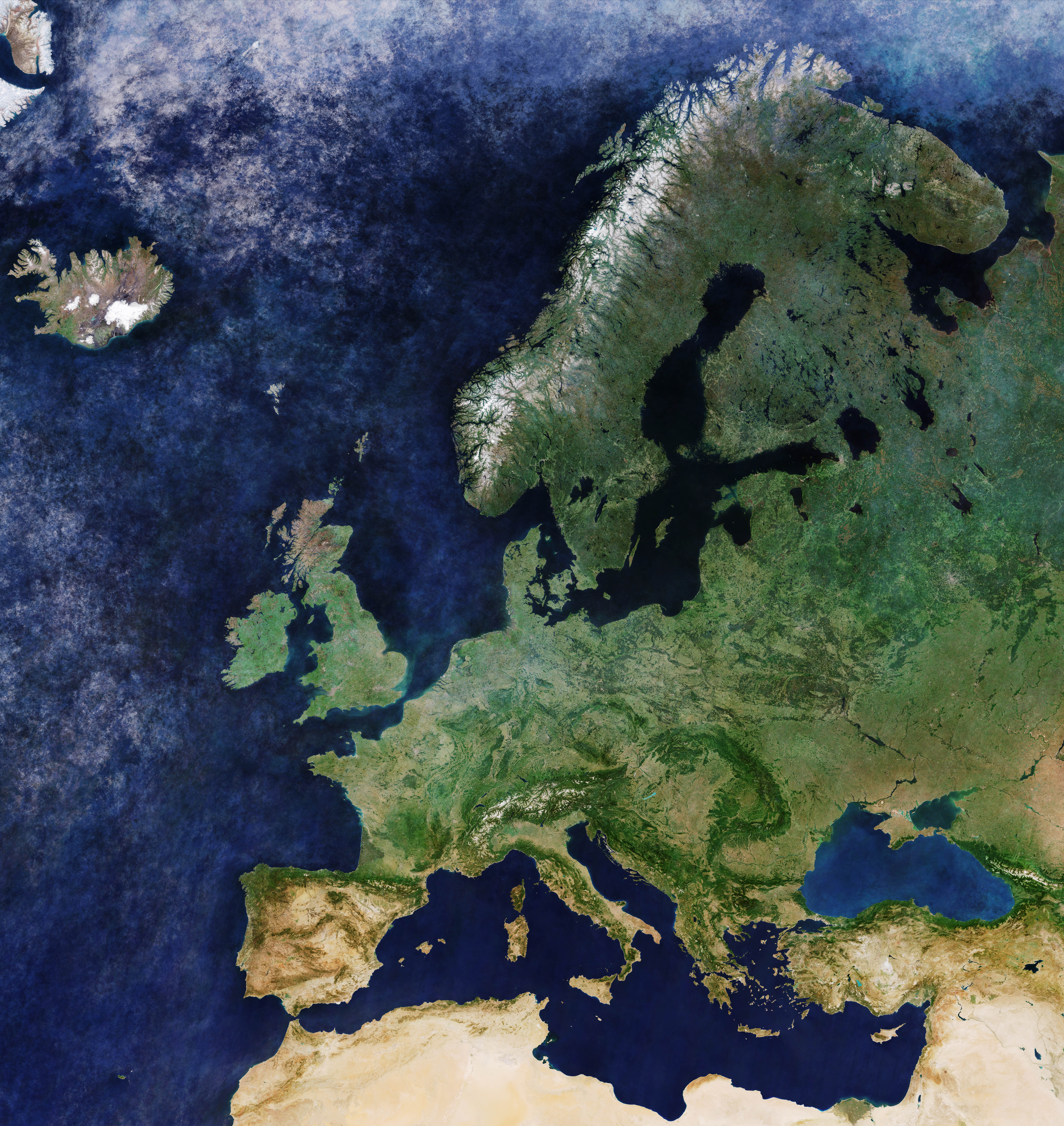
الجزر التي تعرضت للهجمات

تعرضت الجزر البريطانية لعدة هجمات عبر التاريخ. حيث اجتيح مرارًا عدد من الدول ذات السيادة داخل الحيز الإقليمي الذي يشكل الجزر البريطانية. تعرضت الجزر للهجمات أيضًا من قبل الرومان، والجرمان، والفايكنج، والنورمان، والفرنسيين، والهولنديين.

## عصور ما قبل التاريخ والعصور القديمة

### العصور القديمة الكلتية
قبل أن يأتي الرومان إلى بريطانيا، ومع ظهور السجلات المكتوبة للمنطقة، كانت غالبية بريطانيا من الكلت. لكن كيف ومتى وصلت هذه الشعوب إلى الجزر البريطانية مسألة تخمين كبير. يصف في القرن الحادي عشر ليبور غابالا إيرين (مجموعة قصائد وروايات نثرية باللغة الأيرلندية) الغزوات المتتالية والمستوطنات لإيرلندا من قبل مجموعة متنوعة من الشعوب الكلتية وما قبلها.

### الغزوات الرومانية
في عام 55 قبل الميلاد، غُزيت بريطانيا الكلتية من قبل روما تحت قيادة يوليوس قيصر. لم تنجح غزوتا القيصر في هزم بريطانيا فحسب، بل جعلتها شريكًا تجاريًا رئيسيًا لروما.
بعد قرن من الزمان، جرت محاولة فاشلة للسيطرة على بريطانيا تحت حكم الإمبراطور كاليغولا. كان عم كاليغولا وخليفه، كلوديوس، أول إمبراطور أشرف على غزو ناجح. استخدم كذريعة مناشدات المساعدة التي جاءت من الأتريباتس (كانت قبيلة تقع في أقصى جنوب إنجلترا)، وحلفاء روما الكلت، وأرسل جيشًا بالقرب من ريتشبورو الحالية. لم تُعارض عمليات الإنزال الأولية، وتأخر الكلت في الرد على هذا الاجتياح. عندما رد قادتهم كاراتاكوس وتوغودونوس، كان الوقت قد تأخر جدًا، وهزموا في عدة معارك، وأبرزها معركة نهر ميدواي.
عند قدوم كلوديوس بنفسه للمشاركة في المعارك، أحضر معه 38 فيلًا حربيًا. وعند هزيمة الكلتيين أُجبر كاراتاكوس على الفرار إلى ويلز، وعاد كلوديوس إلى روما.
في أوائل الستينيات بعد الميلاد، قادت الملكة القبلية الكلتية بوديكا ثورة دامية ضد الحكم الروماني. بينما كان الحاكم غايوس سويتونيوس بولينوس يتابع حملته على جزيرة أنغلزي، حثت بوديكا شعبها على الانتفاض بسبب سوء المعاملة على أيدي الرومان. وبالفعل استجابوا لها، وساروا إلى كامولودونوم (كولشيستر حاليًا)، حيث استقر عدد من الجنود الرومان السابقين.
قُتل الرومان في كامولودونوم بعد قتال قصير. وفي هذه الأثناء، أُرسل الفيلق التاسع جنوبًا من ليندوم (حاليًا لينكن) لإخماد الثورة. لكنها فشلت في الوصول في الوقت المناسب، وعندما واجهت الكلت، قُضي عليها. ومع ذلك، مكنت المعركة الحاكم سويتونيوس من الوصول إلى لوندينيوم (لندن) بجيش روماني صغير. على الرغم من توسلات المسؤولين المدنيين، انسحب سوتونيوس من المدينة مع قواته، لمعرفته أن اتخاذ أي موقف سيكون كارثيًا. نهبت بوديكا لندن واتجهت نحو فيرولاميوم (حاليًا سانت ألبانز)، والتي دُمرت أيضًا. جمع سوتونيوس جيشًا كبيرًا يكفي لإيقاف بوديكا على الطريق الروماني واتلينج ستريت. هُزمت بوديكا، وأعيد الحكم الروماني إلى بريطانيا.
في بريطانيا شبه الرومانية، هاجم السكوتي (الإسكتلنديون) الإيرلنديين واستعمروا السواحل الغربية الاسكتلندية والويلزية. تقول الأساطير الويلزية أن مملكة غوينيد أسسها كونيدا ويديغ وعائلته، الذين اجتاحوا الشمال القديم.

### الهجمات الجرمانية
مع تراجع الإمبراطورية الرومانية، خفت قبضتها على بريطانيا. بحلول عام 410 بعد الميلاد، انسحبت القوات الرومانية، وبدأت مجموعات صغيرة ومعزولة من الجرمان المهاجرين في غزو بريطانيا. ويبدو أنه لم يكن هناك «هجمات» كبيرة مع جيش أو أسطول مشترك، ولكن القبائل، ولا سيما اليوت، والأنجل، والساكسون، سرعان ما أحكموا سيطرتهم على إنجلترا.
أتت الشعوب التي تسمى الآن «الأنجلوسكسونيون» إلى حد كبير من يوتلاند وشمال ألمانيا، واستقرت لأول مرة في شرق بريطانيا. هناك عدد قليل من السجلات الموجودة التي تفسر هذه الهجرة، وبالأخص تلك التي كُتبت من منطقة البحر الأبيض المتوسط أو بعد فترة طويلة من الحدث. كان هناك عدد قليل من الأنجلوسكسونيين الذين يعيشون بالفعل في بريطانيا قبل الانسحاب الروماني في عام 408 ميلادي. خدم غالبية هؤلاء في الجيش وساعدوا الرومان في محاربة القراصنة الساكسونيين الذين أغاروا على السواحل الجنوبية والشرقية لبريطانيا من القرن الثالث وما بعده. بعد انهيار الحكم الروماني، بدا أن الحكام البريطانيين استأجروا الساكسونيين كمرتزقة لمواجهة تهديد الغزوات من البيكتيون في النصف الأول من القرن الخامس. أصبح البيكتيون أقل تهديدًا، لكن بقيت المرتزقة مدركة لقوتها، ولذلك تمردوا. شجع هذا على الهجرة غن طريق البحر التي استمرت حتى القرن السادس.

## اجتياح ويلز (1067–1284)
بعد فترة وجيزة من غزوهم لإنجلترا عام 1066، غزا النورمان ويلز. رغم أن الويلزيين أوقفوا التقدم الأولي للنورمان، إلا أن لوردات مارشر استمروا في احتلال أجزاء كبيرة من البلاد.
بحلول القرن الثالث عشر، شكلت إمارة غوينيد الويلزية تهديدًا كبيرًا لكل من لوردات مارشر وملك إنجلترا. حصل  ليلوين آب غريفيد، أمير غوينيد، على الاعتراف بلقب أمير ويلز من هنري الثالث ملك إنجلترا بموجب معاهدة مونتغمري في عام 1267. ومع ذلك، في وقت لاحق، توالت النزاعات، بما في ذلك سجن زوجة ليلوين، إليانور، ابنة سيمون دي مونتفورت. بلغ النزاع ذروته في أول هجوم لإدوارد الأول.
نتيجة للهزيمة العسكرية، فرضت معاهدة إبيركونوي ولاء ليلوين لإنجلترا في عام 1277. ولم يدم السلام طويلًا، ومع اكتمال غزو إدوارد الأول لويلز عام 1282، انتهى حكم الأمراء الويلزيين بشكل دائم. مع وفاة ليلوين وإعدام شقيقه الأمير دافيد، منح اللوردات الويلزيون القلائل المتبقون أراضيهم لإدوارد الأول.